# Lina Bahrová
Lina Bahrová, celým jménem Benedicte Nicoline Bahrová (nepřechýleně Lina Bahr; 30. listopadu 1823 Stavanger – 9. února 1898 tamtéž) byla norská fotografka.

## Životopis
V letech 1864-1868 vedla spolu s Dorotheou Arentzovou fotografickou společnost Arentz & Bahr na adrese Hetlandsgata 22 ve Stavangeru. Při sčítání lidu z roku 1865 je uvedena na adrese 8. jel ve Stavangeru. Nebyla vdaná a osoba, která si nechala formulář, se snažila napsat pracovní označení: „Pfotograffistinde“. Později žila „z poměrů“.